# Synagoge Lichenroth

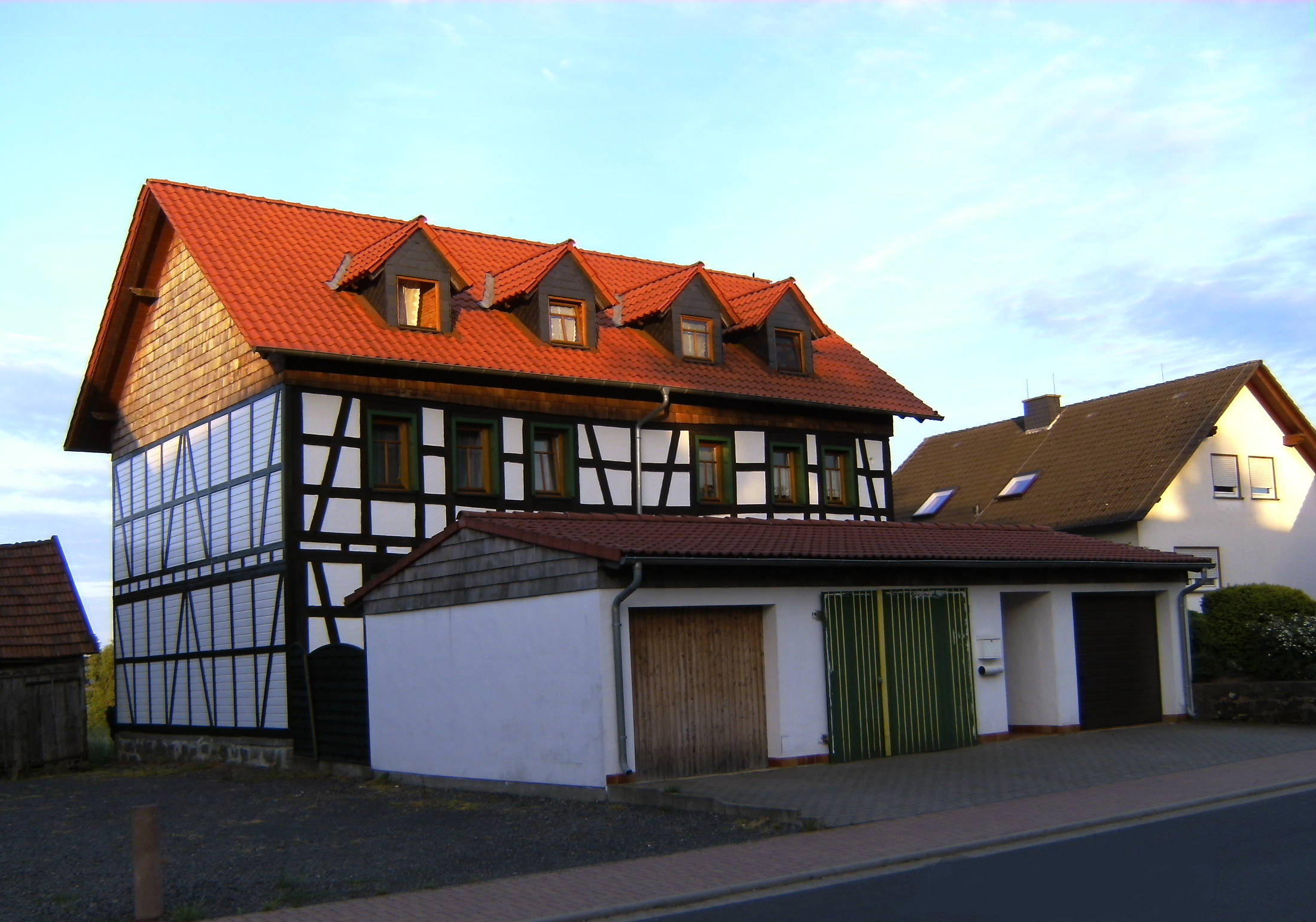
Ehemalige Synagoge in Lichenroth

Die Synagoge in Lichenroth, einem Ortsteil der Gemeinde Birstein im Main-Kinzig-Kreis, wurde 1837 erbaut und bis zur Zeit des Nationalsozialismus für die Gottesdienste der örtlichen jüdischen Gemeinde benutzt. Das Gebäude in der Bermuthshainer Straße 36 ist ein geschütztes Kulturdenkmal.

## Geschichte
Jüdische Einwohner sind in dem Dorf am Südhang des Vogelsberges erstmals im Jahr 1666 belegt. Sie gehörten anfänglich zur Jüdischen Gemeinde Crainfeld in der benachbarten Landgrafschaft Hessen-Darmstadt, während Lichenroth im Gebiet der Grafschaft Isenburg-Büdingen lag. Im Jahr 1733 gestattete Graf Wolfgang Ernst I. zu Isenburg und Büdingen der jüdischen Gemeinde die Einrichtung einer eigenen Synagoge in Lichenroth.
1837 wurde eine neue Synagoge gebaut. Zu dieser Zeit lebten (1835) insgesamt 50 jüdische Einwohner in Lichenroth. Ihre Zahl stieg bis 1885 auf 114, womit etwas mehr als ein Fünftel der Bevölkerung Lichenroths jüdischen Glaubens war. 1933 lebten noch 13 jüdische Familien im Ort. Aufgrund der sehr bald nach der "Machtergreifung" der Nationalsozialisten einsetzenden Repressalien und gewalttätigen Übergriffe verließen bis Ende 1936 alle jüdischen Einwohner ihr Heimatdorf. 1935 wurde die Synagoge durch den letzten Gemeindevorsteher Sally Rosenberg vor dessen Emigration nach Palästina verkauft. Die Kultgegenstände wurden zunächst nach Gelnhausen und später nach Frankfurt am Main gebracht, wo sie bei den Novemberpogromen 1938 vernichtet wurden.

## Beschreibung
Die Synagoge ist ein zweistöckiges Fachwerkhaus. Im östlichen Teil befand sich ursprünglich der Betsaal mit Empore, im westlichen die Wohnung des Vorbeters bzw. Lehrers. Durch hohe rechteckige Fenster mit Rundbogenabschluss im Bereich des Betsaals war das Gebäude auch äußerlich als Synagoge zu erkennen. Innerhalb der Synagoge befand sich, unter der Lehrerwohnung, auch eine Mikwe. In einem Nebengebäude war bis zur Schließung im Jahr 1924 die jüdische Elementarschule untergebracht.

## Spätere Nutzung
Von 1938 bis in die 1990er Jahre befand sich die Synagoge im Besitz eines Gastwirts in Lichenroth und wurde u. a. als Tanzsaal mit der Bezeichnung "Zum Saalbau" und zur Abhaltung der örtlichen Kirmes verwendet. 1997/98 erfolgte der Umbau zu einem privaten Wohnhaus.